# Volo Philippine Airlines 215
Il volo Philippine Airlines 215 era un volo della Philippine Airlines partito dall'aeroporto di Cauayan e diretto all'aeroporto internazionale di Manila che esplose durante il tragitto per Manila.

## L'incidente
Il 21 aprile 1970, il volo 215 era in rotta dall'aeroporto di Cauayan all'aeroporto di Manila quando, a 10.500 piedi (3.200 m), si verificò un'esplosione nel bagno dell'aereo. L'aereo si spaccò in due schiantandosi a terra.
Tutti i 32 passeggeri e i 4 membri dell'equipaggio (36 in totale) morirono nell'incidente. Si sospetta che l'incidente sia stato causato da una bomba nel bagno.